# ЖФК ЦСКА в сезоне 2020
Сезон 2020 года стал для ЦСКА девятым в истории клуба и первым в европейских кубковых турнирах.
16 ноября клуб ЦСКА (Москва) досрочно выиграл Чемпионат России по футболу среди женских команд 2020 года. Это произошло по итогам 13-го тура Суперлиги, в котором армейские футболистки обыграли (15.11) «Звезду-2005» (1:0), а «Рязань-ВДВ» отобрала (16.11) очки у ближайшего преследователя «красно-синих» — «Локомотива» (2:2).

## Основной состав

### Игроки
| 1  | Флаг России     | Вр  | Эльвира Тодуа (мсмк)   | 1986 |  |  |  |  |
| 29 | Флаг России     | Вр  | Анастасия Ананьева     | 1996 |  |  |  |  |
| 74 | Флаг России     | Вр  | Елизавета Щербакова    | 1997 |  |  |  |  |
|    |                 |     |                        |      |  |  |  |  |
| 8  | Флаг России     | Защ | Карина Блынская (мсмк) | 1993 |  |  |  |  |
| 9  | Флаг России     | Защ | Яна Рыбина             | 2002 |  |  |  |  |
| 15 | Флаг Казахстана | Защ | Юлия Мясникова         | 1993 |  |  |  |  |
| 23 | Флаг России     | Защ | Ольга Чернова          | 1997 |  |  |  |  |
| 25 | Флаг России     | Защ | Юлия Плешкова          | 2002 |  |  |  |  |
| 27 | Флаг России     | Защ | Мария Алексеева        | 1998 |  |  |  |  |
| 31 | Флаг России     | Защ | Маргарита Мануйлова    | 2000 |  |  |  |  |
|    |                 |     |                        |      |  |  |  |  |

| 5  | Флаг России   | ПЗ  | Алина Королёва                | 2001 |  |  |  |  |
| 11 | Флаг России   | ПЗ  | Даяна Кишмахова               | 2003 |  |  |  |  |
| 14 | Флаг России   | ПЗ  | Татьяна Петрова               | 2001 |  |  |  |  |
| 22 | Флаг России   | ПЗ  | Ксения Коваленко              | 1995 |  |  |  |  |
| 63 | Флаг России   | ПЗ  | Валерия Беспаликова           | 1999 |  |  |  |  |
| 70 | Флаг России   | ПЗ  | Маргарита Черномырдина (мсмк) | 1996 |  |  |  |  |
| 88 | Флаг России   | ПЗ  | Анастасия Поздеева (мсмк)     | 1993 |  |  |  |  |
|    |               |     |                               |      |  |  |  |  |
| 7  | Флаг Камеруна | Нап | Габриэль Онгене               | 1989 |  |  |  |  |
| 10 | Флаг России   | Нап | Надежда Смирнова              | 1996 |  |  |  |  |
| 17 | Флаг России   | Нап | Дарья Яковлева                | 1998 |  |  |  |  |
| 18 | Флаг Нигерии  | Нап | Огонна Чуквуди                | 1988 |  |  |  |  |
| 20 | Флаг России   | Нап | Валерия Бизенкова             | 1997 |  |  |  |  |
| 21 | Флаг России   | Нап | Любовь Ященко                 | 1998 |  |  |  |  |

| - Максим Зиновьев — главный тренер - Сергей Скобляков — тренер - Игорь Гусев — тренер вратарей - Елена Нуйкина — главный тренер молодёжной команды - Мария Брылёва — тренер - Елена Петунина — президент - Эдуард Безбабных — генеральный директор - Татьяна Чёрная — исполнительный директор - Егор Курачёв — начальник команды - Михаил Халдеев — администратор - Андрей Багдасарян — врач | Ориентировочный стартовый состав ЦСКА Тодуа Блынская Мясникова Алексеева Мануйлова Петрова Беспаликова Смирнова Поздеева Яковлева Онгене |
| Тодуа Блынская Мясникова Алексеева Мануйлова Петрова Беспаликова Смирнова Поздеева Яковлева Онгене | |

### Изменения в составе
| Пришли             | Из клуба   |
| ------------------ | ---------- |
| пз Любовь Ященко   | Локомотив  |
| нап Огонна Чуквуди | Юргорденen |

| Ушли                  | В клуб          |
| --------------------- | --------------- |
| пз Вера Симановская   | Зенит           |
| пз Екатерина Сочнева  | Зенит           |
| пз Людмила Шадрина    | Зенит           |
| пз Ксения Цыбутович   | Рязань-ВДВ      |
| пз Анастасия Конюхова | свободный агент |

| Пришли             | Из клуба   |
| ------------------ | ---------- |
| пз Любовь Ященко   | Локомотив  |
| нап Огонна Чуквуди | Юргорденen |

| Ушли                  | В клуб          |
| --------------------- | --------------- |
| пз Вера Симановская   | Зенит           |
| пз Екатерина Сочнева  | Зенит           |
| пз Людмила Шадрина    | Зенит           |
| пз Ксения Цыбутович   | Рязань-ВДВ      |
| пз Анастасия Конюхова | свободный агент |

| Пришли            | Из клуба |
| ----------------- | -------- |
| пз Алина Королёва | СКА-СШОР |

| Ушли              | В клуб |
| ----------------- | ------ |
| пз Наталья Машина | Зенит  |

| Пришли            | Из клуба |
| ----------------- | -------- |
| пз Алина Королёва | СКА-СШОР |

| Ушли              | В клуб |
| ----------------- | ------ |
| пз Наталья Машина | Зенит  |

### Предсезонные матчи
| 6 февраля 2020 тренировочный | ЦСКА        | 1:0 | Ференцварошhu (Будапешт) | Белек |
| 16:30 МСК | Чуквуди 50′ |     |                          |       |
| ЦСКА: Тодуа, Плешкова, Коваленко, Алексеева, Чернова, Поздеева, Смирнова, Черномырдина ( 62' Бизенкова), Онгене, Беспаликова ( 62' Блынская), Чуквуди |             |     |                          |       |

| 9 февраля 2020 тренировочный | ЦСКА       | 1:1 | Спартакen (Суботица) | Белек |
| 15:00 МСК | Онгене 68′ |     | 35′                  |       |
| ЦСКА: Щербакова, Чернова, Мануйлова, Алексеева ( 81' Рыбина), Плешкова, Первушина ( 30' Смирнова), Блынская ( 46' Беспаликова), Поздеева ( 37' Черномырдина), Яковлева ( 81' Петкус), Бизенкова ( 46' Онгене), Машина |            |     |                      |       |

| 12 февраля 2020 тренировочный | ЦСКА                         | 2:0 | Спартакen (Суботица) | Белек |
| 17:00 МСК | Яковлева 56′ · Коваленко 80′ |     |                      |       |
| ЦСКА: Тодуа ( 46' Ананьева), Чернова, Алексеева, Мясникова, Плешкова, Поздеева ( 65' Черномырдина), Коваленко, Онгене ( 80' Петкус), Яковлева ( 80' Машина), Смирнова, Чуквуди ( 46' Беспаликова, 70' Блынская) |                              |     |                      |       |

| 16 февраля 2020 тренировочный | ЦСКА                            | 3:1 | Брондбюen (Брённбю) | Белек |
| 15:00 МСК                     | Смирнова · Беспаликова · Машина |     |                     |       |
| ЦСКА: 🔴🔵                    |                                 |     |                     |       |

Игроки на просмотреАнастасия Первушина и Кристина Петкус из клуба «УОР № 2» (Звенигород)

## Соревнования
| Турнир                        | Место        | И  | В  | Н | П | РМ     | Источники |
| ----------------------------- | ------------ | -- | -- | - | - | ------ | --------- |
| Основной состав               |              |    |    |   |   |        |           |
| Чемпионат России              | Чемпион      | 14 | 10 | 3 | 1 | 20-9   | [ 3 ]     |
| Кубок России                  | Финалист     | 3  | 2  | 1 | 0 | 4-2    | [ 3 ]     |
| Лига чемпионов УЕФА           | 2 ОТ         | 2  | 1  | 0 | 1 | 2-1    |           |
| за сезон                      | —            | 19 | 13 | 4 | 2 | 26-12  |           |
| Молодёжный состав             |              |    |    |   |   |        |           |
| Чемпионат Московской области  | Вице-Чемпион | 18 | 15 | 0 | 3 | 151-13 |           |
| Чемпионат России. Первая лига | 7 место      | 6  | 2  | 1 | 3 | 8-8    |           |
| за сезон                      | —            | 24 | 17 | 1 | 6 | 159-21 |           |

### Чемпионат России
ЦСКА стал 5-м клубом сумевшим защитить свой чемпионский титул (ранее: ЦСК ВВС, Энергия, Россиянка и Звезда-2005).
Результаты матчей
| 1 августа 2020 1 тур | ЦСКА                             | 2:1      | Зенит (Санкт-Петербург) | Москва                                           |
| 17:00 МСК | Онгене 19′ · Смирнова 89′ (пен.) | Протокол | 2′ Шестернёва           | Стадион: «ВЭБ Арена» Судья: Вера Опейкина (Сочи) |
| ЦСКА: Тодуа , Алексеева, Мясникова, Плешкова ( 72' Блынская), Чернова ( 28'), Беспаликова ( 55') ( 79' Мануйлова), Петрова ( 72' Поздеева), Машина ( 18') ( 45' Черномырдина, Онгене, Смирнова, Яковлева · Зенит: Беляева, Морозова, Симановская, Шадрина, Белова ( 45') ( 61' Шарифова 70'), Дигурова, Сочнева , Фролова, Шквара ( 87'), Астанкова, Шестернёва ( 85' Морина) |                                  |          |                         |                                                  |

| 6 августа 2020 2 тур | Енисей (Красноярск) | 0:3      | ЦСКА                                  | Красноярск                                            |
| 9:00 МСК |                     | Протокол | 31′, 77′ Онгене · 52′ (пен.) Смирнова | Стадион: «Центральный» Судья: Любовь Тарбеева (Киров) |
| Енисей: Цирульникова, Касина, Чередина ( 88' Маслова), Шейкина, Абраменко ( 76'), Ананьева, Братко, Гринина ( 27') ( 54' Шахова), Козлова ( 22'), Мамедова ( 63' Морозова), Жафарзаде · ЦСКА: Тодуа ( 83' Щербакова), Алексеева, Блынская ( 72'), Мясникова, Плешкова, Беспаликова ( 81' Мануйлова), Поздеева ( 81' Машина), Черномырдина, Онгене, Смирнова, Яковлева ( 71' Бизенкова) |                     |          |                                       |                                                       |

| 11 августа 2020 3 тур | ЦСКА                             | 2:2      | Краснодар (Краснодар)               | Москва                                         |
| 18:00 МСК | Онгене 17′ · Смирнова 69′ (пен.) | Протокол | 34′ (пен.) Органова · 66′ Костарева | Стадион: «Октябрь» Судья: Вера Опейкина (Сочи) |
| ЦСКА: Тодуа , Алексеева, Блынская ( 85' Чернова 87'), Мясникова ( 66'), Плешкова ( 70' Бизенкова), Беспаликова, Поздеева, Черномырдина ( 55' Петрова), Онгене, Смирнова, Яковлева ( 70' Мануйлова) · Краснодар: Щербак ( 90'), Жаркова ( 70' Ястребинская, 90' Лазутова), Клочко ( 54'), Лихота, Органова, Шкода, Гасанова, Гусева ( 35' Самойленко), Костарева, Синько, Чуб |                                  |          |                                     |                                                |

| 16 августа 2020 4 тур | Чертаново (Москва) | 1:2      | ЦСКА                       | Москва                                                    |
| 16:00 МСК | Комиссарова 88′    | Протокол | 9′ Бизенкова · 90′ Петрова | Стадион: Арена Чертаново Судья: Надежда Горинова (Казань) |
| Чертаново: Пономарёва, Говор, Олегина, Андреева , Комиссарова, Солонович ( 72'), Тренькина, Трофимова, Семёнова, Чочиева ( 67') · ЦСКА: Тодуа , Алексеева, Блынская ( 63' Мануйлова), Мясникова, Чернова, Беспаликова, Петрова, Поздеева, Бизенкова ( 38') ( 46' Яковлева 66'), Онгене, Смирнова |                    |          |                            |                                                           |

| 21 августа 2020 5 тур | ЦСКА       | 1:0      | Рязань-ВДВ (Рязань) | Москва                                            |
| 17:00 МСК | Онгене 40′ | Протокол |                     | Стадион: «Октябрь» Судья: Любовь Тарбеева (Киров) |
| ЦСКА: Тодуа , Алексеева, Мануйлова, Плешкова ( 18' Блынская 57'), Чернова ( 90'), Беспаликова, Петрова, Поздеева, Бизенкова ( 80' Ященко), Онгене ( 90' Яковлева), Смирнова · Рязань-ВДВ: Широкова, Краснова ( 86' Зубкова), Колтакова, Перепечина, Фетисова, Цыбутович , Завадкина, Лазарева ( 65' Алпатова), Синютина ( 80' Дергоусова), Туриева ( 55' Солина), Вукович |            |          |                     |                                                   |

| 26 августа 2020 6 тур | Звезда-2005 (Пермь) | 0:1      | ЦСКА          | Пермь                                             |
| 13:00 МСК |                     | Протокол | 36′ Алексеева | Стадион: «Звезда» Судья: Ксения Горячева (Рязань) |
| Звезда-2005: Зварич, Акимова, Берендеева, Кипяткова, Ковтун, Нургалиева, Орлова, Хорошева, Ильиных ( 82'), Курочкина , Шишкина ( 41') · ЦСКА: Тодуа ( 78' Ананьева), Алексеева, Блынская, Мануйлова, Чернова, Беспаликова ( 45'), Петрова ( 59' Мясникова), Поздеева, Бизенкова ( 46' Яковлева 90'), Онгене, Смирнова |                     |          |               |                                                   |

| 31 августа 2020 7 тур | Локомотив (Москва) | 0:0      | ЦСКА | Москва                                                               |
| 18:00 МСК |                    | Протокол |      | Стадион: «Сапсан Арена» Зрителей: 500 Судья: Любовь Тарбеева (Киров) |
| Локомотив: Носенко, Кожникова , Беломытцева, Абдуллина, Зиястинова, Куропаткина ( 46' Фёдорова), Машкова, Шеина ( 70' Рузина 82'), Якупова ( 58'), Коровкина ( 80' Самойлова), Козыренко · ЦСКА: Ананьева, Алексеева, Блынская, Мануйлова ( 46' Петрова), Мясникова, Чернова ( 81'), Беспаликова, Поздеева, Бизенкова ( 69' Яковлева), Онгене ( 90' Ященко), Смирнова |                    |          |      |                                                                      |

| 6 сентября 2020 8 тур | Краснодар (Краснодар) | 1:2      | ЦСКА                                | Краснодар                                                         |
| 18:00 МСК | Чуб 86′               | Протокол | 45′ Мясникова · 61′ (пен.) Смирнова | Стадион: академии ФК «Краснодар» Судья: Надежда Горинова (Казань) |
| Краснодар: Щербак, Басаева, Десятник ( 54') ( 69' Жаркова), Клочко, Лихота ( 72' Синько), Органова, Шкода ( 88'), Гасанова, Гусева ( 72' Самойленко 80'), Костарева ( 15'), Чуб · ЦСКА: Ананьева, Алексеева, Блынская, Мануйлова ( 57' Плешкова 85'), Мясникова, Беспаликова, Петрова, Поздеева, Онгене ( 86' Яковлева), Смирнова , Ященко ( 76') ( 76' Бизенкова) |                       |          |                                     |                                                                   |

| 12 сентября 2020 9 тур | ЦСКА                                   | 3:0      | Енисей (Красноярск) | Москва                                             |
| 16:00 МСК | Ященко 36′ · Поздеева 47′ · Онгене 60′ | Протокол |                     | Стадион: «Октябрь» Судья: Ксения Горячева (Рязань) |
| ЦСКА: Ананьева ( 81' Тодуа), Алексеева, Блынская ( 81' Плешкова), Мясникова, Чернова, Беспаликова, Петрова ( 70' Черномырдина), Поздеева, Онгене ( 77' Бизенкова), Смирнова , Ященко ( 70' Яковлева) · Енисей: Цирульникова, Касина ( 66' Ларина), Чередина ( 74' Янушкявичус), Шейкина, Абраменко ( 66' Дорофеева), Алешичева, Ананьева ( 83' Шаванда), Братко, Козлова , Шахова ( 83' Маслова), Жафарзаде |                                        |          |                     |                                                    |

| 29 сентября 2020 10 тур | Зенит (Санкт-Петербург) | 0:1      | ЦСКА       | Санкт-Петербург                                           |
| 19:30 МСК |                         | Протокол | 16′ Онгене | Стадион: «Смена», поле 1 Судья: Надежда Горинова (Казань) |
| Зенит: Гриченко, Морозова ( 90'), Олексюк, Симановска, Белова, Дигурова, Сочнева , Фролова ( 18') ( 59' Астанкова 65'), Шарифова, Машина ( 35'), Гладис ( 59' Морина) · ЦСКА: Тодуа , Алексеева ( 43'), Блынская, Мясникова, Чернова ( 58'), Беспаликова, Петрова ( 74' Черномырдина), Поздеева ( 45'), Онгене, Смирнова ( 69'), Ященко ( 46' Яковлева 65') |                         |          |            |                                                           |

| 30 октября 2020 11 тур | ЦСКА                    | 1:1      | Чертаново (Москва) | Москва                                                   |
| 13:00 МСК | Плешкова 81′ · Смирнова | Протокол | 6′ Комиссарова     | Стадион: «Октябрь» Судья: Марина Крупская (Екатеринбург) |
| ЦСКА: Тодуа , Алексеева, Мануйлова ( 41') ( 71' Плешкова), Мясникова, Чернова ( 36') ( 46' Блынская), Беспаликова, Петрова, Поздеева ( 23' Черномырдина), Онгене, Смирнова, Ященко ( 23' Бизенкова ( 71'), 76' Яковлева) · Чертаново: Пономарёва, Говор, Джиникашвили, Андреева, Белоусова, Бессолова , Дубова ( 46' Чочиева, 90' Козик), Комиссарова ( 84'), Кузьмина, Солонович ( 63' Тренькина), Семёнова |                         |          |                    |                                                          |

| 8 ноября 2020 12 тур | Рязань-ВДВ (Рязань) | 0:1      | ЦСКА            | Рязань                                          |
| 15:00 МСК |                     | Протокол | 44′ Беспаликова | Стадион: Спартак Судья: Любовь Тарбеева (Киров) |
| Рязань-ВДВ: Широкова, Краснова ( 68' Лазаревич), Колтаков, Ларина, Цыбутович , Лазаревич ( 78'), Алпатова, Завадкина, Синютина, Туриева ( 64' Дергоусова 83'), Чичкала ( 68' Вукович) · ЦСКА: Тодуа , Алексеева, Мануйлова, Мясникова, Плешкова, Беспаликова, Петрова, Черномырдина ( 26'), Бизенкова ( 17' Ященко, 87' Яковлева), Онгене, Смирнова |                     |          |                 |                                                 |

| 15 ноября 2020 13 тур | ЦСКА              | 1:0      | Звезда-2005 (Пермь) | Москва                                              |
| 14:00 МСК | Орлова 90' (авт.) | Протокол |                     | Стадион: «Октябрь» Судья: Надежда Горинова (Казань) |
| ЦСКА: Тодуа , Алексеева, Мануйлова, Мясникова, Плешкова, Беспаликова ( 72' Блынская), Петрова, Черномырдина, Онгене, Смирнова, Ященко ( 55' Яковлева, 90' Бизенкова) · Звезда-2005: Зварич, Берендеева, Ковтун, Нургалиева ( 76'), Орлова, Власенко, Хорошева, Гриб, Ильиных ( 5'), Курочкина , Пантюхина |                   |          |                     |                                                     |

| 22 ноября 2020 14 тур | ЦСКА | 0:3 (тп) | Локомотив (Москва) |  |

### Кубок России
В трех матчах проведенных ЦСКА, в розыгрыше Кубка России, выступили все три заявленных на сезон вратаря (уникальное достижение).
Результаты матчей
| 5 октября 2020 ¼ финала | Краснодар (Краснодар) | 1:2      | ЦСКА                                   | Краснодар                                                       |
| 16:00 МСК | Чуб 57′               | Протокол | 39′ Смирнова · 73′ Чернова · 61' Тодуа | Стадион: академии ФК «Краснодар» Судья: Любовь Тарбеева (Киров) |
| Краснодар: Щербак, Басаева, Жаркова ( 46' Болдырева), Клочко ( 79' Гусева), Лихота, Органова, Шкода ( 90'), Ястребинская ( 66' Самойленко), Гасанова, Костарева, Чуб · ЦСКА: Ананьева, Блынская, Мануйлова ( 29'), Мясникова, Чернова, Беспаликова, Поздеева, Черномырдина, Онгене ( 90' Бизенкова), Смирнова , Ященко ( 59' Яковлева) |                       |          |                                        |                                                                 |

| 17 октября 2020 ½ финала | Рязань-ВДВ (Рязань) | 1:2      | ЦСКА            | Рязань                                          |
| 17:00 МСК | Цыбутович 83′       | Протокол | 5′, 27′ Петрова | Стадион: Спартак Судья: Любовь Тарбеева (Киров) |
| Рязань-ВДВ: Широкова, Колтакова, Цыбутович , Лазаревич, Завадкина, Краснова, Лазарева, Синютина ( 57'), Туриева, Дергоусова ( 61' Алпатова), Чичкала ( 46' Вукович) · ЦСКА: Тодуа , Алексеева, Мануйлова ( 88' Блынская), Мясникова ( 81'), Чернова, Беспаликова, Петрова ( 81' Черномырдина), Поздеева ( 34'), Онгене, Смирнова, Ященко ( 52' Яковлева) |                     |          |                 |                                                 |

| 6 декабря 2020 Финал | ЦСКА (Москва) | 0:0 (2:4 пен.)                                                                           | Локомотив | Москва                                                                            |
| |               | Протокол                                                                                 |           | Стадион: Спортивный городок «Лужники» Зрителей: 500 Судья: Анастасия Пустовойтова |
| | Пенальти      |                                                                                          |           |                                                                                   |
| · Бизенкова (0-1) · Блынская (1-2) · Смирнова (1-3) · Черномырдина (2-3) |               | (0-1) Фёдорова · (0-2) Абдуллина · (1-3) Кожникова · (1-3) Коровкина · (2-4) Беломытцева |           |                                                                                   |
| ЦСКА: Щербакова, Алексеева, Блынская, Мануйлова, Плешкова ( 30'), Беспаликова ( 56') ( 83' Ященко), Петрова, Поздеева, Онгене ( 50' Черномырдина), Смирнова , Яковлева ( 87' Бизенкова) · Локомотив: Носенко, Абдуллина, Беломытцева, Зиястинова, Кожникова ( 68'), Машкова, Самойлова ( 19'), Федорова, Шеина ( 83' Рузина), Коровкина, Якупова |               |                                                                                          |           |                                                                                   |

### Лига чемпионов УЕФА
Результаты матчей
| 4 ноября 2020 1 отборочный раунд | ЦСКА                           | 2:0   | Флора (Таллинн) | Москва                                                  |
| 17:00 МСК | Смирнова 57′ · Беспаликова 79′ | отчет |                 | Стадион: ВЭБ Арена Зрителей: 646 Судья: Елена Медедович |
| ЦСКА: Тодуа , Мануйлова, Мясникова, Алексеева, Плешкова, Смирнова, Петрова, Беспаликова ( 90' Блынская), Черномырдина ( 90' Яковлева), Онгене, Бизенкова ( 65' Ященко) · Флора: Стригин,Мюркхайн, Туллус, Улексинen, Гороско, Розен, Ыунпуу ( 88' Лепик), Саулеп ( 71'), Иванова, Лоо , Саарen ( 50') ( 71' Терн) |                                |       |                 |                                                         |

| 19 ноября 2020 2 отборочный раунд | Санкт-Пёльтен (Санкт-Пёльтен) | 1:0   | ЦСКА | Санкт-Пёльтен                             |
| 19:00 МСК | Эдерen 60′ (пен.)             | отчет |      | Стадион: НВ Аренаen Судья: Елена Пейкович |
| Санкт-Пёльтен: Креше, Зауэр, Балог, Бирува, Таботта, Миколайова, Майер ( 80' Кляйнen) ( 85'), Эдерen , Брунталлер ( 32') ( 46' Звер), Энцингер ( 70' Макась), Загор · ЦСКА: Тодуа , Мясникова, Плешкова, Алексеева, Мануйлова ( 67' Чернова), Смирнова, Петрова, Беспаликова ( 83'), Онгене ( 80' Блынская), Яковлева ( 37'), Ященко ( 70' Поздеева) |                               |       |      |                                           |

## Игры и голы
| №.            | Нац.            | Позиция | Игрок                  | Всего | Всего | Чемпионат России | Чемпионат России | Кубок России | Кубок России | Лига чемпионов УЕФА | Лига чемпионов УЕФА |
| №.            | Нац.            | Позиция | Игрок                  | Игры  | Голы  | Игры             | Голы             | Игры         | Голы         | Игры                | Голы                |
| Вратари       |                 |         |                        |       |       |                  |                  |              |              |                     |                     |
| ------------- | --------------- | ------- | ---------------------- | ----- | ----- | ---------------- | ---------------- | ------------ | ------------ | ------------------- | ------------------- |
| 1             | Флаг России     | Вр      | Эльвира Тодуа          | 14    | -7    | 11               | -5               | 1            | -1           | 2                   | -1                  |
| 29            | Флаг России     | Вр      | Анастасия Ананьева     | 5     | -2    | 4                | -1               | 1            | -1           | 0                   | 0                   |
| 74            | Флаг России     | Вр      | Елизавета Щербакова    | 2     | 0     | 1                | 0                | 1            | 0            | 0                   | 0                   |
| Защитники     |                 |         |                        |       |       |                  |                  |              |              |                     |                     |
| 8             | Флаг России     | Защ     | Карина Блынская        | 17    | 0     | 12               | 0                | 3            | 0            | 2                   | 0                   |
| 15            | Флаг Казахстана | Защ     | Юлия Мясникова         | 16    | 1     | 12               | 1                | 2            | 0            | 2                   | 0                   |
| 23            | Флаг России     | Защ     | Ольга Чернова          | 12    | 1     | 9                | 0                | 2            | 1            | 1                   | 0                   |
| 25            | Флаг России     | Защ     | Юлия Плешкова          | 12    | 1     | 9                | 1                | 1            | 0            | 2                   | 0                   |
| 27            | Флаг России     | Защ     | Мария Алексеева        | 17    | 1     | 13               | 1                | 2            | 0            | 2                   | 0                   |
| 31            | Флаг России     | Защ     | Маргарита Мануйлова    | 16    | 0     | 11               | 0                | 3            | 0            | 2                   | 0                   |
| Полузащитники |                 |         |                        |       |       |                  |                  |              |              |                     |                     |
| 14            | Флаг России     | ПЗ      | Татьяна Петрова        | 17    | 2     | 13               | 0                | 2            | 2            | 2                   | 0                   |
| 63            | Флаг России     | ПЗ      | Валерия Беспаликова    | 18    | 2     | 13               | 1                | 3            | 0            | 2                   | 1                   |
| 70            | Флаг России     | ПЗ      | Маргарита Черномырдина | 12    | 0     | 8                | 0                | 3            | 0            | 1                   | 0                   |
| 88            | Флаг России     | ПЗ      | Анастасия Поздеева     | 15    | 1     | 11               | 1                | 3            | 0            | 1                   | 0                   |
| Нападающие    |                 |         |                        |       |       |                  |                  |              |              |                     |                     |
| 7             | Флаг Камеруна   | Нап     | Габриэль Онгене        | 16    | 7     | 11               | 7                | 3            | 0            | 2                   | 0                   |
| 10            | Флаг России     | Нап     | Надежда Смирнова       | 18    | 7     | 13               | 5                | 3            | 1            | 2                   | 1                   |
| 17            | Флаг России     | Нап     | Дарья Яковлева         | 18    | 0     | 13               | 0                | 3            | 0            | 2                   | 0                   |
| 20            | Флаг России     | Нап     | Валерия Бизенкова      | 14    | 1     | 11               | 1                | 2            | 0            | 1                   | 0                   |
| 21            | Флаг России     | Нап     | Любовь Ященко          | 13    | 1     | 8                | 1                | 3            | 0            | 2                   | 0                   |
| 32            | Флаг России     | Нап     | Наталья Машина         | 2     | 0     | 2                | 0                | 0            | 0            | 0                   | 0                   |

## Молодёжная команда
Сезон 2020 года стал первым в истории клуба для молодёжной команды ЦСКА.

### Чемпионат России. Первая лига. Зона Центр
| Турнир                                    | Место  | И | В | Н | П | РМ  |
| ----------------------------------------- | ------ | - | - | - | - | --- |
| Чемпионат России. Первая лига. зона Центр | 7 из 9 | 6 | 2 | 1 | 3 | 8-8 |

Результаты матчей
| 6 октября 2020 1 тур | ЦСКА-М                       | 2:2   | УОР № 2 (Звенигород) | Городец                                                    |
| | Еременко 52′ · Братищева 62′ | отчет | Петкус 56′, 72′      | Стадион: Море спорта Судья: Марина Крупская (Екатеринбург) |
| ЦСКА: Титова, Конобрицкая, Сальникова ( 12' Печерская, 49' Абдрахманова), Куркина, Сеноедова ( 41' Еременко), Стельмахова, Романова ( 41' Ермакова), Семенова, Насибуллова ( 65' Разворотнева), Королева, Братищева |                              |       |                      |                                                            |

| 7 октября 2020 2 тур | ЦСКА-М                                        | 3:0   | Локомотив-Молния (Москва) | Городец                                                      |
| | Насибуллова 21′ · Королёва 32′ · Семёнова 59′ | отчет |                           | Стадион: Море спорта Судья: Наиля Хасанова (Нижний Новгород) |
| ЦСКА: Титова, Конобрицкая ( 57' Краснощекова), Сальникова ( 40'), Куркина, Сеноедова ( 41' Печерская), Стельмахова, Романова ( 41' Ермакова), Семенова, Насибуллова ( 50' Разворотнева), Королева, Братищева ( 64' Чириченко) |                                               |       |                           |                                                              |

| 9 октября 2020 3 тур | ЦСКА-М | 0:3   | Звезда-2005 (Пермь) | Городец              |
|                      |        | отчет |                     | Стадион: Море спорта |

| 10 октября 2020 4 тур | ЦСКА-М     | 0:1   | Крылья Советов (Самара) | Городец              |
|                       | игрок ЦСКА | отчет | Гефко · игрок КС        | Стадион: Море спорта |

| 13 октября 2020 за 5-8 место | ЦСКА-М | 1:2 | Мирас (Казань) | Городец              |
|                              |        |     |                | Стадион: Море спорта |

| 14 октября 2020 за 7 место | ЦСКА-М                  | 2:0   | Рязань-ВДВ (Рязань) | Городец              |
|                            | Разворотнева · Ермакова | отчет |                     | Стадион: Море спорта |

## Игры и голы
| №.            | Нац.        | Позиция | Игрок                  | Всего | Всего | Чемпионат России | Чемпионат России |
| №.            | Нац.        | Позиция | Игрок                  | Игры  | Голы  | Игры             | Голы             |
| Вратари       |             |         |                        |       |       |                  |                  |
| ------------- | ----------- | ------- | ---------------------- | ----- | ----- | ---------------- | ---------------- |
| 24            | Флаг России | Вр      | Татьяна Титова         | 2     | 0     | 2                | 0                |
| Защитники     |             |         |                        |       |       |                  |                  |
| 4             | Флаг России | Защ     | Яна Конобрицкая        | 2     | 0     | 2                | 0                |
| 9             | Флаг России | Защ     | Александра Куркина     | 2     | 0     | 2                | 0                |
|               | Флаг России | Защ     | Алина Королёва         | 2     | 1     | 2                | 1                |
|               | Флаг России | Защ     | Анастасия Печорская    | 2     | 0     | 2                | 0                |
| Полузащитники |             |         |                        |       |       |                  |                  |
| 9             | Флаг России | ПЗ      | Лилия Семенова         | 2     | 1     | 2                | 1                |
| 13            | Флаг России | ПЗ      | Алиса Стельмахова      | 2     | 0     | 2                | 0                |
| 19            | Флаг России | ПЗ      | Елизавета Абдрахманова | 1     | 0     | 1                | 0                |
|               | Флаг России | ПЗ      | Вероника Ермакова      | 3     | 1     | 3                | 1                |
|               | Флаг России | ПЗ      | Наиля Насибуллова      | 2     | 1     | 2                | 1                |
|               | Флаг России | ПЗ      | Ольга Романова         | 2     | 0     | 2                | 0                |
|               | Флаг России | ПЗ      | Таисия Разворотнева    | 3     | 1     | 3                | 1                |
|               | Флаг России | ПЗ      | Вера Еременко          | 1     | 1     | 1                | 1                |
| Нападающие    |             |         |                        |       |       |                  |                  |
|               | Флаг России | Нап     | Анна Батищева          | 2     | 1     | 2                | 1                |
|               | Флаг России | Нап     | Анастасия Чириченко    | 1     | 0     | 1                | 0                |
|               | Флаг России | Нап     | Валентина Сеноедова    | 2     | 0     | 2                | 0                |
|               | Флаг России | Нап     | Анастасия Краснощекова | 1     | 0     | 1                | 0                |

## Партнеры команды
- Группа «Самолет» — Генеральный партнер
- «Wildberries» — премиальный партнер
- «Боевое Братство» — официальный партнер